# Delirium (álbum de Ellie Goulding)
Delirium é o terceiro álbum de estúdio da artista musical inglesa Ellie Goulding. Seu lançamento ocorreu no dia 6 de novembro de 2015, através da Polydor Records. "On My Mind", o primeiro single do disco, foi disponibilizado para compra e stream em 17 de setembro anterior.

## Antecedentes
Goulding afirmou que a sonoridade de seu terceiro disco seria mais pop se comparado a de seus trabalhos anteriores. Durante uma entrevista, ela declarou o seguinte: "Uma parte de mim enxerga a ideia de criar um grande álbum pop como um experimento; eu tomei uma decisão consciente de que eu queria que o material fosse de outro nível."

## Singles
"On My Mind" foi lançado como primeiro single do disco em 17 de setembro anterior. A canção obteve sucesso comercial, desempenhando-se entre as dez primeiras posições de diversos países, incluindo o Reino Unido. O número também recebeu certificação de ouro pela Recorded Music NZ. "Army" foi anunciada como o segundo foco de promoção do disco e foi distribuída em 30 de outubro seguinte. A canção foi enviada para as rádios mainstream britânicas em 9 de janeiro de 2016. O terceiro single do álbum, "Something In the Way You Move", tem previsão para ser distribuído nas rádios mainstream norte-americanas em 19 de janeiro de 2016.

### Outras canções
"Something In the Way You Move" e "Lost and Found" foram disponibilizadas para download instantâneo — nos dias 9 e 23 de outubro, respectivamente — para quem pré-encomendasse Delirium nas lojas digitais. Durante a semana que antecedeu o lançamento do disco, diversas estações de rádio estrearam diferentes faixas do alinhamento. "Don't Panic", a primeira da tática de divulgação, foi tocada pela BBC Radio 2 em 31 de outubro. "Keep On Dancin'" foi executada pela BBC Radio 1 no dia 2 de novembro.
A versão padrão do material contém a faixa "Love Me like You Do", originalmente lançada como single da trilha sonora do filme Fifty Shades of Grey (2015). Já a edição deluxe compreende "Outside", sua parceria com o DJ escocês Calvin Harris, previamente escolhida como foco de promoção do disco Motion (2014) de Harris. "Powerful", sua colaboração com o grupo Major Lazer junto ao cantor Tarrus Riley, foi inclusa como número bônus na versão de Delirium vendida exclusivamente pela Target.

## Promoção

### Turnê
No intuito de promover o disco, Goulding embarcará numa digressão que será dividida em uma parte na Europa, com 31 concertos, e uma na América do Norte, com 39.
| Datas                   | Datas            | Datas          | Datas                                        |
| Data                    | Cidade           | País           | Local                                        |
| Europa                  | Europa           | Europa         | Europa                                       |
| ----------------------- | ---------------- | -------------- | -------------------------------------------- |
| 21 de janeiro de 2016   | Hamburg          | Alemanha       | Barclaycard Arena                            |
| 22 de janeiro de 2016   | Berlim           | Alemanha       | Max-Schmeling-Halle                          |
| 23 de janeiro de 2016   | Varsóvia         | Polónia        | Torwar Hall                                  |
| 25 de janeiro de 2016   | Frankfurt        | Alemanha       | Jahrhunderthalle Frankfurt                   |
| 26 de janeiro de 2016   | Amsterdã         | Países Baixos  | Ziggo Dome                                   |
| 27 de janeiro de 2016   | Estugarda        | Alemanha       | Porsche Arena                                |
| 29 de janeiro de 2016   | Viena            | Áustria        | Wiener Stadthalle                            |
| 30 de janeiro de 2016   | Praga            | Chéquia        | O2 Arena                                     |
| 1 de fevereiro de 2016  | Milão            | Itália         | Mediolanum Forum                             |
| 2 de fevereiro de 2016  | Munique          | Alemanha       | Olympiahalle                                 |
| 5 de fevereiro de 2016  | Barcelona        | Espanha        | Pavelló Olímpic de Badalona                  |
| 6 de fevereiro de 2016  | Madrid           | Espanha        | Palacio Vistalegre                           |
| 9 de fevereiro de 2016  | Antuérpia        | Bélgica        | Sportpaleis                                  |
| 25 de fevereiro de 2016 | Paris            | França         | Zénith de Paris                              |
| 26 de fevereiro de 2016 | Oberhausen       | Alemanha       | König Pilsener Arena                         |
| 28 de fevereiro de 2016 | Zurique          | Suíça          | Hallenstadion                                |
| 29 de fevereiro de 2016 | Esch-sur-Alzette | Luxemburgo     | Rockhal                                      |
| 3 de março de 2016      | Estocolmo        | Suécia         | Ericsson Globe                               |
| 4 de março de 2016      | Oslo             | Noruega        | Telenor Arena                                |
| 5 de março de 2016      | Copenhaga        | Dinamarca      | Forum Copenhagen                             |
| 8 de março de 2016      | Cardiff          | País de Gales  | Motorpoint Arena Cardiff                     |
| 10 de março de 2016     | Liverpool        | Inglaterra     | Echo Arena                                   |
| 12 de março de 2016     | Sheffield        | Inglaterra     | Sheffield Arena                              |
| 13 de março de 2016     | Nottingham       | Inglaterra     | Capital FM Arena                             |
| 15 de março de 2016     | Leeds            | Inglaterra     | First Direct Arena                           |
| 16 de março de 2016     | Newcastle        | Inglaterra     | Metro Radio Arena                            |
| 18 de março de 2016     | Glasgow          | Escócia        | The SSE Hydro                                |
| 19 de março de 2016     | Manchester       | Inglaterra     | Manchester Arena                             |
| 21 de março de 2016     | Birmingham       | Inglaterra     | Barclaycard Arena                            |
| 24 de março de 2016     | Londres          | Inglaterra     | The O2 Arena                                 |
| 25 de março de 2016     | Londres          | Inglaterra     | The O2 Arena                                 |
| América do Norte        |                  |                |                                              |
| 1 de abril de 2016      | Vancouver        | Canadá         | Rogers Arena                                 |
| 2 de abril de 2016      | Seattle          | Estados Unidos | KeyArena                                     |
| 3 de abril de 2016      | Portland         | Estados Unidos | Moda Center                                  |
| 5 de abril de 2016      | Sacramento       | Estados Unidos | Sacramento Memorial Auditorium               |
| 6 de abril de 2016      | San José         | Estados Unidos | SAP Center at San Jose                       |
| 8 de abril de 2016      | Los Angeles      | Estados Unidos | Staples Center                               |
| 9 de abril de 2016      | Las Vegas        | Estados Unidos | Mandalay Bay Events Center                   |
| 12 de abril de 2016     | Broomfield       | Estados Unidos | 1stBank Center                               |
| 13 de abril de 2016     | West Valley City | Estados Unidos | Maverick Center                              |
| 16 de abril de 2016     | Phoenix          | Estados Unidos | Comerica Theatre                             |
| 18 de abril de 2016     | Grand Prairie    | Estados Unidos | Verizon Theatre at Grand Prairie             |
| 19 de abril de 2016     | Cedar Park       | Estados Unidos | Cedar Park Center                            |
| 23 de abril de 2016     | San Diego        | Estados Unidos | Viejas Arena                                 |
| 5 de maio de 2016       | Saint Paul       | Estados Unidos | Xcel Energy Center                           |
| 6 de maio de 2016       | Rosemont         | Estados Unidos | Allstate Arena                               |
| 7 de maio de 2016       | Cleveland        | Estados Unidos | Wolstein Center                              |
| 9 de maio de 2016       | Ypsilanti        | Estados Unidos | EMU Convention Center                        |
| 10 de maio de 2016      | Columbus         | Estados Unidos | LC Pavilion                                  |
| 11 de maio de 2016      | Bethlehem        | Estados Unidos | Sands Bethlehem Events Center                |
| 13 de maio de 2016      | Pittsburgh       | Estados Unidos | Stage AE                                     |
| 14 de maio de 2016      | Indianápolis     | Estados Unidos | Farmers Bureau Insurance Lawn                |
| 16 de maio de 2016      | Saint-Louis      | Estados Unidos | Chaifetz Arena                               |
| 17 de maio de 2016      | Bonner Springs   | Estados Unidos | Cricket Wireless Amphitheatre                |
| 18 de maio de 2016      | Oklahoma City    | Estados Unidos | Oklahoma Zoo Amphitheatre                    |
| 20 de maio de 2016      | Rogers           | Estados Unidos | Walmart Arkansas Music Pavilion              |
| 21 de maio de 2016      | Houston          | Estados Unidos | Toyota Center                                |
| 2 de junho de 2016      | Tampa            | Estados Unidos | Amalie Arena                                 |
| 3 de junho de 2016      | Miami            | Estados Unidos | American Airlines Arena                      |
| 4 de junho de 2016      | Orlando          | Estados Unidos | CFE Arena                                    |
| 6 de junho de 2016      | Alpharetta       | Estados Unidos | Verizon Wireless Amphitheatre at Encore Park |
| 7 de junho de 2016      | Charleston       | Estados Unidos | Volvo Cars Stadium                           |
| 9 de junho de 2016      | Charlotte        | Estados Unidos | Uptown Amphitheatre                          |
| 10 de junho de 2016     | Raleigh          | Estados Unidos | Red Hat Amphitheatre                         |
| 13 de junho de 2016     | Columbia         | Estados Unidos | Merriweather Post Pavilion                   |
| 14 de junho de 2016     | Canandaigua      | Estados Unidos | Constellation Brands Marvin Sands PAC        |
| 15 de junho de 2016     | Boston           | Estados Unidos | TD Garden                                    |
| 18 de junho de 2016     | Montreal         | Canadá         | Bell Centre                                  |
| 19 de junho de 2016     | Toronto          | Canadá         | Air Canada Centre                            |
| 21 de junho de 2016     | Nova Iorque      | Estados Unidos | Madison Square Garden                        |
| Europa                  |                  |                |                                              |
| 15 de julho de 2016     | Salacgriva       | Letónia        | Positivus Festival                           |

## Lista de faixas
| N.º            | Título                          | Compositor(es)                                                          | Produtor(es)                                      | Duração |  |
| 1.             | "Intro (Delirium)"              | Ellie Goulding Joe Kearns Chris Ketley                                  | Kearns Ketley                                     | 1:54    |  |
| 2.             | "Aftertaste"                    | Goulding Greg Kurstin                                                   | Kurstin                                           | 3:46    |  |
| 3.             | "Something in the Way You Move" | Goulding Kurstin                                                        | Kurstin                                           | 3:47    |  |
| 4.             | "Keep On Dancin'"               | Goulding Ryan Tedder Nicole Morier Noel Zancanella                      | Tedder Zancanella Anders Kjær [A] Synthomania [A] | 3:46    |  |
| 5.             | "On My Mind"                    | Goulding Max Martin Savan Kotecha Ilya Salmanzadeh                      | Martin Salmanzadeh                                | 3:33    |  |
| 6.             | "Around U"                      |                                                                         | Kurstin Fred [A] Kearns [B]                       | 3:17    |  |
| 7.             | "Codes"                         | Goulding Martin Kotecha Ilya                                            | Salmanzadeh                                       | 3:16    |  |
| 8.             | "Holding on For Life"           | Goulding Kurstin Maureen "Mozella" McDonald                             | Kurstin                                           | 4:15    |  |
| 9.             | "Love Me like You Do"           | Martin Kotecha Ilya Ali Payami Tove Lo                                  | Martin Payami                                     | 4:12    |  |
| 10.            | "Don't Need Nobody"             | Goulding Kotecha Peter Svensson Ludvig Söderberg Jakob Jerlström Martin | Svensson The Struts                               | 3:33    |  |
| 11.            | "Don't Panic"                   | Goulding Kurstin McDonald                                               | Kurstin                                           | 3:16    |  |
| 12.            | "We Can't Move to This"         | Goulding Kurstin McDonald Fred Gibson Alex Gibson                       | Fred Kurstin [A] [B]                              | 3:28    |  |
| 13.            | "Army"                          | Goulding Martin Kotecha Payami                                          | Martin Payami                                     | 3:57    |  |
| 14.            | "Lost and Found"                | Goulding Martin Laleh Pourkarim Carl Falk Joakim Berg                   | Falk Martin Kristian Lundin [A] [B]               | 3:36    |  |
| 15.            | "Devotion"                      | Goulding Payami Klas Åhlund Stephen Wrabel                              | Åhlund Payami                                     | 3:46    |  |
| 16.            | "Scream It Out"                 | Goulding Jim Eliot                                                      | Kurstin Eliot [B] Kearns [B]                      | 3:09    |  |
| Duração total: | Duração total:                  | Duração total:                                                          | Duração total:                                    | 56:31   |  |

| Faixas bônus da edição deluxe |                    |                                    |                            |         |  |
| N.º                           | Título             | Compositor(es)                     | Produtor(es)               | Duração |  |
| 17.                           | "The Greatest"     | Joel Little Goulding               | Little                     | 3:31    |  |
| 18.                           | "I Do What I Love" | Goulding Pourkarim                 | Pourkarim                  | 2:51    |  |
| 19.                           | "Paradise"         | Goulding Little                    | Kurstin Little [B]         | 3:44    |  |
| 20.                           | "Winner"           | Goulding Pourkarim                 | Pourkarim Gustaf Thörn [C] | 3:20    |  |
| 21.                           | "Heal"             | Goulding Guy Lawrence James Napier | Lawrence Jimmy Napes       | 4:52    |  |
| 22.                           | "Outside"          | Goulding Calvin Harris             | Calvin Harris              | 3:47    |  |
| Duração total:                | Duração total:     | Duração total:                     | Duração total:             | 78:36   |  |

| Faixas bônus da edição da Target |                                             |                                                                       |                             |         |  |
| N.º                              | Título                                      | Compositor(es)                                                        | Produtor(es)                | Duração |  |
| 23.                              | "Powerful" (com Major Lazer e Tarrus Riley) | Diplo Maxime Picard Clement Picard Ilsey Juber Fran Hall Tarrus Riley | Major Lazer Picard Brothers | 3:36    |  |
| 24.                              | "Let It Die"                                | Goulding                                                              | Joe Kearns                  | 3:41    |  |
| 25.                              | "Two Years Ago"                             | Goulding Eliot                                                        | Eliot                       | 4:01    |  |
| Duração total:                   | Duração total:                              | Duração total:                                                        | Duração total:              | 89:54   |  |

Notas
A  - denota produtores adicionais
B  - denota produtores vocais
C  - denota assistentes de produtor
- "We Can't Move to This" contém elementos de "It's Over Now", escrito e interpretado por 112, que também contém amostras de "White Lines (Don't Don't Do It)", escrito por Melle Mel e Sylvia Robinson.

## Desempenho nas tabelas musicais

### Posições
| Tabela musical (2015)                                  | Melhor posição |
| ------------------------------------------------------ | -------------- |
| Alemanha (Media Control Charts)                        | 5              |
| Austrália (ARIA Charts)                                | 3              |
| Bélgica (Ultratop de Flandres)                         | 1              |
| Bélgica (Ultratop da Valônia)                          | 16             |
| Escócia (The Official Charts Company)                  | 5              |
| Estados Unidos (Billboard 200)                         | 3              |
| Finlândia (IFPI Finlândia)                             | 24             |
| França (Syndicat National de l'Édition Phonographique) | 34             |
| Irlanda (Irish Recorded Music Association)             | 2              |
| Itália (Federazione Industria Musicale Italiana)       | 22             |
| Noruega (VG-lista)                                     | 9              |
| Nova Zelândia (Recorded Music NZ)                      | 4              |
| Países Baixos (MegaCharts)                             | 11             |
| Reino Unido (UK Albums Chart)                          | 3‎              |
| Suécia (Sverigetopplistan)                             | 7              |